# Sestiere de Venècia
A Venècia (Itàlia), un sestiere —sestieri en plural —és una de les sis zones o districtes en què es divideix la ciutat. Correspon als barris d'altres ciutats (quartiere en italià), que idealment representava la quarta part del campament romà, esquema ideal de la construcció d'un gran nombre de centres habitats a Europa.

## Història
La subdivisió urbana en sestieri es remunta als orígens de Venècia; la numeració és única per a cada sestiere, amb algunes excepcions per a àrees més grans incloses en illes no unides per ponts, i arriba a números de quatre xifres. Aquest particular sistema de numeració, unit a la natural complexitat del plànol de carrers de Venècia, fa que hi hagi el mateix número en diversos llocs a poca distància l'un de l'altre..
Els noms tradicionals dels sestieri de Venècia són:
- Cannaregio: denominat així per desenvolupar-se en una zona d'aiguamolls on eren freqüents els canneti (joncs).[1]
- Castello: ha pres aquest nom d'una fortalesa avui dia desapareguda al voltant de la qual cresqué la zona.
- Dorsoduro: probablement deu el nom al fet que s'alça sobre les compactes dunes de sorra d'aquesta zona; d'aquest sestiere en forma part l'illa de Giudecca, la de Sacca Fisola i la de Sacca San Biagio, que són a l'altre costat del canal de la Giudecca.
- San Marco: pren el nom de la Basílica de Sant Marc.
- San Polo: és el sestiere més central i més petit de tots.
- Santa Croce: pren el seu nom d'una església demolida pel Govern de Napoleó Bonaparte.

Aquestes subdivisions no inclouen tota la zona històrica que constitueix la ciutat de Venècia.

## Elssestieria les subdivisions administratives de la República de Venècia

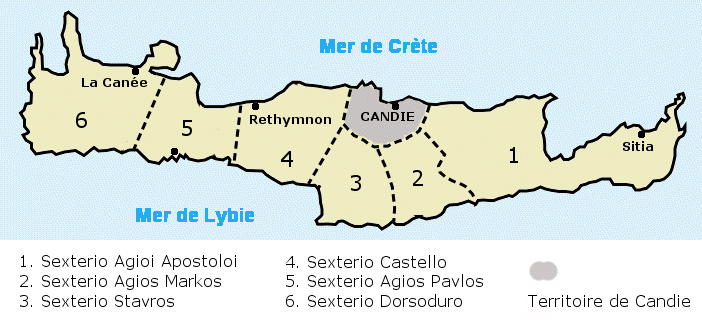
La subdivisió en sestieri de la Creta veneciana

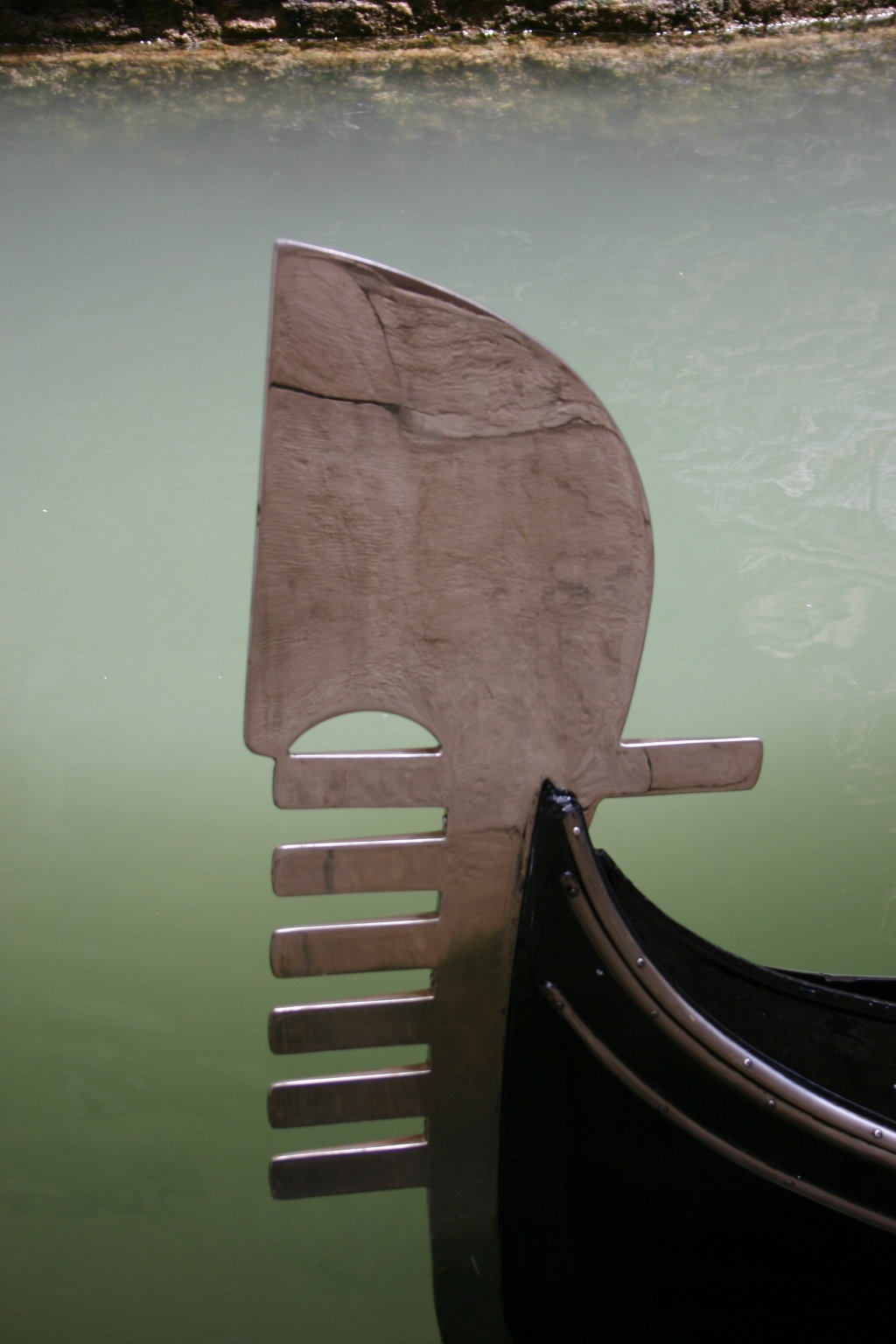
Ferro de góndola a proa

Històricament, la subdivisió en sestieri dividia els districtes de la ciutat de Venècia en l'època de la Sereníssima. Des de l'antiguitat, aquesta subdivisió també es va reflectir en la composició d'algunes magistratures, com la dels sis consellers ducals elegits en el Consell Menor a raó d'un per cada sestiere. Aleshores, la vigilància d'aquestes àrees es va delegar a funcionaris particulars, el capisestiere, encarregat d'informar ràpidament al govern sobre la identitat i el comportament dels ciutadans residents.
La divisió en sestieri sovint s'estenia també als territoris sota el control de la República de Venècia, que s'associaven així a un dels districtes de la ciutat, com en els casos de l'illa de Creta durant el Regne de Càndia i els territoris del Dogado.

## Representació dels districtes alferro da gondola

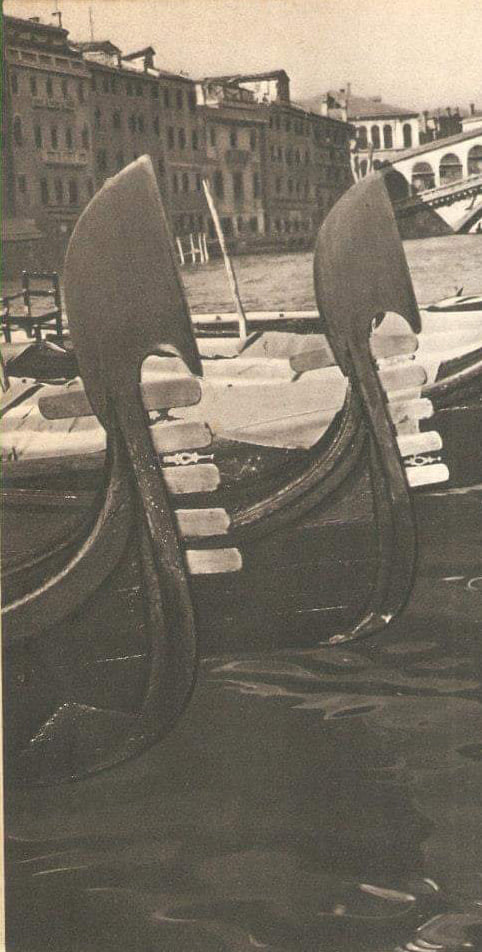
Ferros de góndola amb cinc dents frontals

Segons una interpretació moderna no emparada per cap evidència documental, els sis sestieri estarien representats simbòlicament per les sis dents frontals del ferro da gondola (la decoració frontal típica d'aquestes embarcacions) i, juntament amb la dent posterior representativa de l'illa de Giudecca, faria la forma "S" resseguint el camí del Gran Canal, fins al petit arc sobre l'última barra que recorda el pont de Rialto, i fins a la gran espiral superior indicant al mateix temps el Bacino San Marco i el corno ducale (barret del dux), i tot en conjunt proporcionaria la representació estilitzada de la ciutat.
En realitat, els ferros de góndola representats en les pintures amb temes venecians semblen ser completament diferents dels actuals, que en canvi són fruit d'una sèrie de modificacions posteriors, que s'uniformitzen només al segle XX.